# Xian de Shiquan
Le xian de Shiquan (石泉县 ; pinyin : Shíquán Xiàn) est un district administratif de la province du Shaanxi en Chine. Il est placé sous la juridiction de la ville-préfecture d'Ankang.

## Démographie
La population du district était de 181 453 habitants en 1999.